# Роман Вільгельмі
Рома́н Здзіслав Вільге́льмі (пол. Roman Zdzisław Wilhelmi; *6 червня 1936 — †3 листопада 1991) — польський актор театру та кіно.

## Життєпис
Роман Вільгельмі народився 6 червня 1936 у Польщі в місті Познань. Мав двох братів Євгенія та Адама. 1958 року закінчив Театральну Академію ім. Александра Зельдеровича. На випускному іспиті йому було доручено грати роль Стенлі Ковальського у п'єсі «Трамвай „Бажання“» Тенесі Вільямса в театрі «Атенеум» у Варшаві, не в останню чергу, через схожу зовнішність та подібний акторський стиль Марлона Брандо. Невеличкі роль в кіно він почав отримувати ще в середині 50-х. Та справжня популярність прийшла після виконання ролі командира танкового екіпажу у фільмі «Чотири танкісти і пес». Ця роль була відзначена спеціальною державною нагородою. Другу хвилю слави актор отримав після виходу на телеекрани серіалу «Кар'єра Никодима Дизми» за повістю Тадея Доленги-Мостовича, де він також грав головну роль. За акторську майстерність, проявлену у стрічці «Нічний метелик», Роман Вільгельмі отримав приз Московського кінофестивалю у 1981 році як найкращий виконавець чоловічих ролей.
Помер Роман Вільгельмі 3 листопада 1991 року від раку. Похований на Вілянівському цвинтарі у Варшаві.

## Вибрана фільмографія
- 1955 — Обережно, хулігани! — робітник Янек
- 1958 — Ероїка — польський солдат
- 1960 — Хрестоносці — граф Ямонт
- 1961 — Сьогодні уночі загине місто — П'єр
- 1966 — Чотири танкісти і пес (телесеріал) — лейтенант Ольгерд Ярош
- 1967 — Вестерплатте — Францішек Бартошак
- 1975 — Історія гріху — Антоній Похронь
- 1975 — Зачаровані столики — Роберт Форнальський
- 1977 — Справа Ґорґонової — Генріх Заремба
- 1977 — Сам на сам — лікар
- 1978 — Без наркозу — Бронський
- 1980 — Кар'єра Никодима Дизми (телесеріал) — Никодим Дизма
- 1980 — Нічний метелик — Ян
- 1987 — Закляття долини змій — капітан/майор Бернар Травен